# Смолевуд
«Смолевуд» (от Смолевичи и Голливуд) — неофициальное название натурной площадки киностудии «Беларусьфильм» в Смолевичском районе Минской области Беларуси.
Площадка «Беларусьфильма» для натурных съёмок создана в Белорусской ССР в 1971 году по решению Первого секретаря ЦК КПБ Петра Машерова. Расположена вблизи деревни Каменка Смолевичского района примерно в сорока километрах от города Минска и в пяти километрах от райцентра Смолевичи.
Площадь объекта составляет 80 (по другим данным — 90) гектаров. Природный ландшафт местности варьируется от хвойных и лиственных лесов до лугов, полей и водоёмов (два озера). На территории площадки для съёмок построены дома и хозяйственные постройки, землянки и блиндажи, смотровая башня, вырыты окопы. Декорации размещены здесь на постоянной основе. Для обеспечения съёмочного процесса имеются производственные корпуса и склады. Здесь можно увидеть и узкоколейную железную дорогу, которую также иногда задействуют в съёмках. Для пребывания гостей есть летние домики и гостиница на 45 мест.
В «Смолевуде» снято свыше четырёхсот белорусских и зарубежных художественных фильмов.
Помимо съёмок фильмов, натурная площадка используется для проведения чемпионата по мотокроссу и как локация для игр в пейнтбол, страйкбол, лазертаг.
Декорации порой подвергаются актам вандализма. 1 июня 2003 года устроенный кем-то пожар уничтожил деревянную крепость и три постройки, возведённые для съёмок фильма «Анастасия Слуцкая».